# Moustier-Ventadour
Moustier-Ventadour ist eine französische Gemeinde mit 430 Einwohnern (Stand 1. Januar 2022) im Département Corrèze in der Region Nouvelle-Aquitaine. Die Einwohner nennen sich Moustiérois(es).

## Geografie
Die Gemeinde liegt im Zentralmassiv am rechten Ufer der Soudeillette, einem Nebenfluss der Luzège, Teile der Region sind als lokale Naturschutzgebiete (ZNIEFF) deklariert.
Tulle, die Präfektur des Départements, liegt ungefähr 35 Kilometer südwestlich, Égletons etwa 5 Kilometer nordwestlich und Ussel rund 30 Kilometer nordöstlich.
Nachbargemeinden von Moustier-Ventadour sind Darnets im Norden, Lamazière-Basse im Osten, Saint-Hilaire-Foissac  im Süden, Chapelle-Spinasse im Südwesten, Rosiers-d’Égletons im Westen sowie Égletons im Nordwesten.

### Verkehr
Die Autoroute A89 ist über die Abfahrt 22 bei Égletons erreichbar.

## Geschichte
Moustier-Ventadour ist heute das Gemeindegebiet in dem sich das Château de Ventadour befindet. Erbaut in der Zeit vom Ende des 11. Jahrhunderts bis zum Jahre 1350, als die Grundherrschaft durch Philipp von Valois zu einer Grafschaft erhoben wurde. Im 16. Jahrhundert wurde sie zu einem Herzogtum. Im 17. Jahrhundert kam Das Schloss in den Besitz der Familie de Rohan.
Der Ursprung des Ortes Moustier-Ventadour war im 12. Jahrhundert ein clunizianische Kloster.

### Wappen
Beschreibung: Rot und Gold geschacht. 
Es ist das alte Wappen der Vizegrafen von Ventadour.

## Einwohnerentwicklung
| Jahr      | 1962 | 1968 | 1975 | 1982 | 1990 | 1999 | 2007 | 2016 |
| Einwohner | 266  | 355  | 316  | 312  | 302  | 402  | 455  | 472  |

## Sehenswürdigkeiten

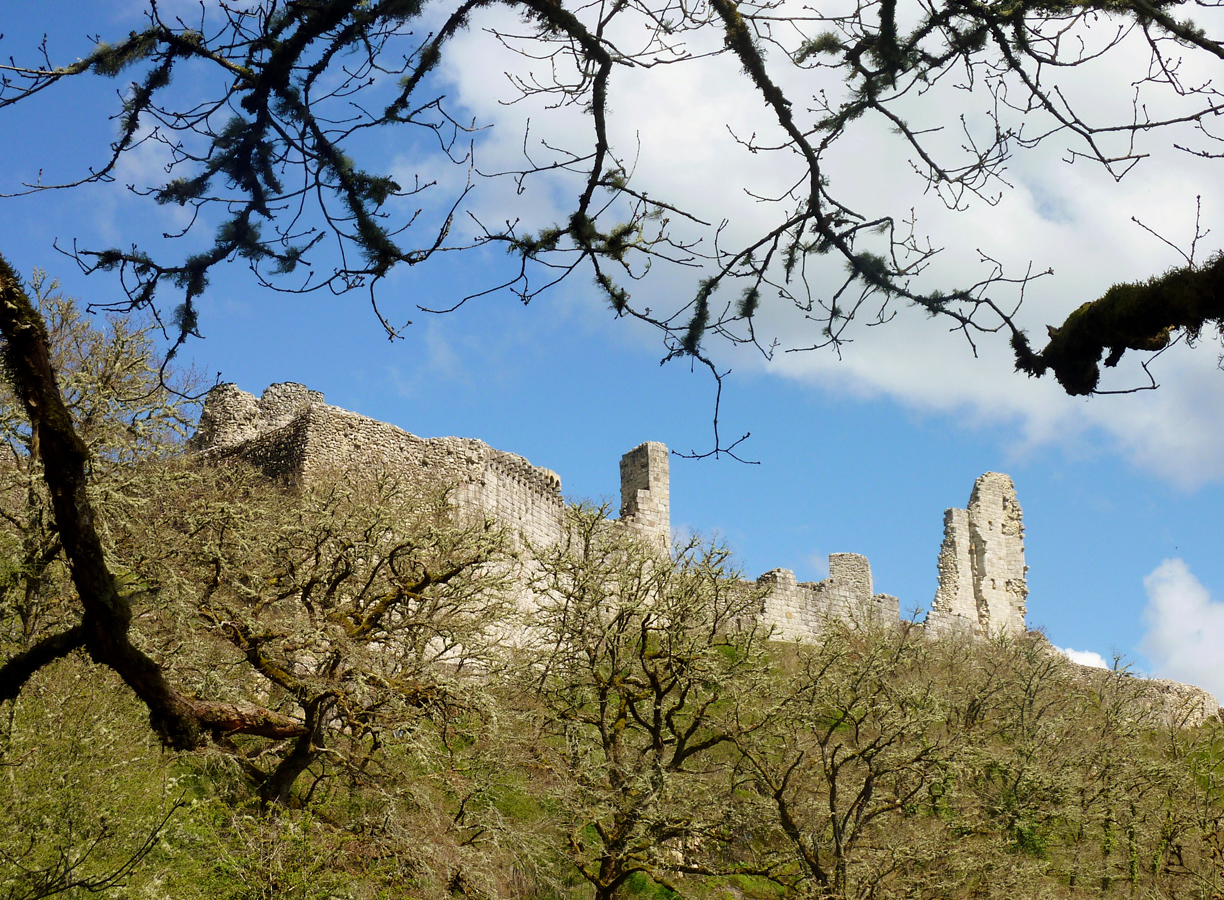
Château de Ventadour

- Das Château de Ventadour, eine Festung, die die Schluchten der Luzège überragt und im 11. Jahrhundert von Ebles de Comborn erbaut wurde.[3] Im Hundertjährigen Krieg wurde die Festung von den Engländern eingenommen und teilweise zerstört. Nachdem sie im 18. Jahrhundert vollständig verlassen wurde, zerfiel sie zu einer Ruine. Erst im Jahre 1969 wurde mit der Restaurierung begonnen, die bis heute andauert.[4] Das Château de Ventadour ist seit 1840 als Monument historique klassifiziert.[5]

## Persönlichkeiten
- Die Grafen und Herzöge von Ventadour
- Bernard de Ventadour (* 1130–1140; † 1190–1200), Troubadour, Komponist und Poet